# 국도 제185호선 (일본)

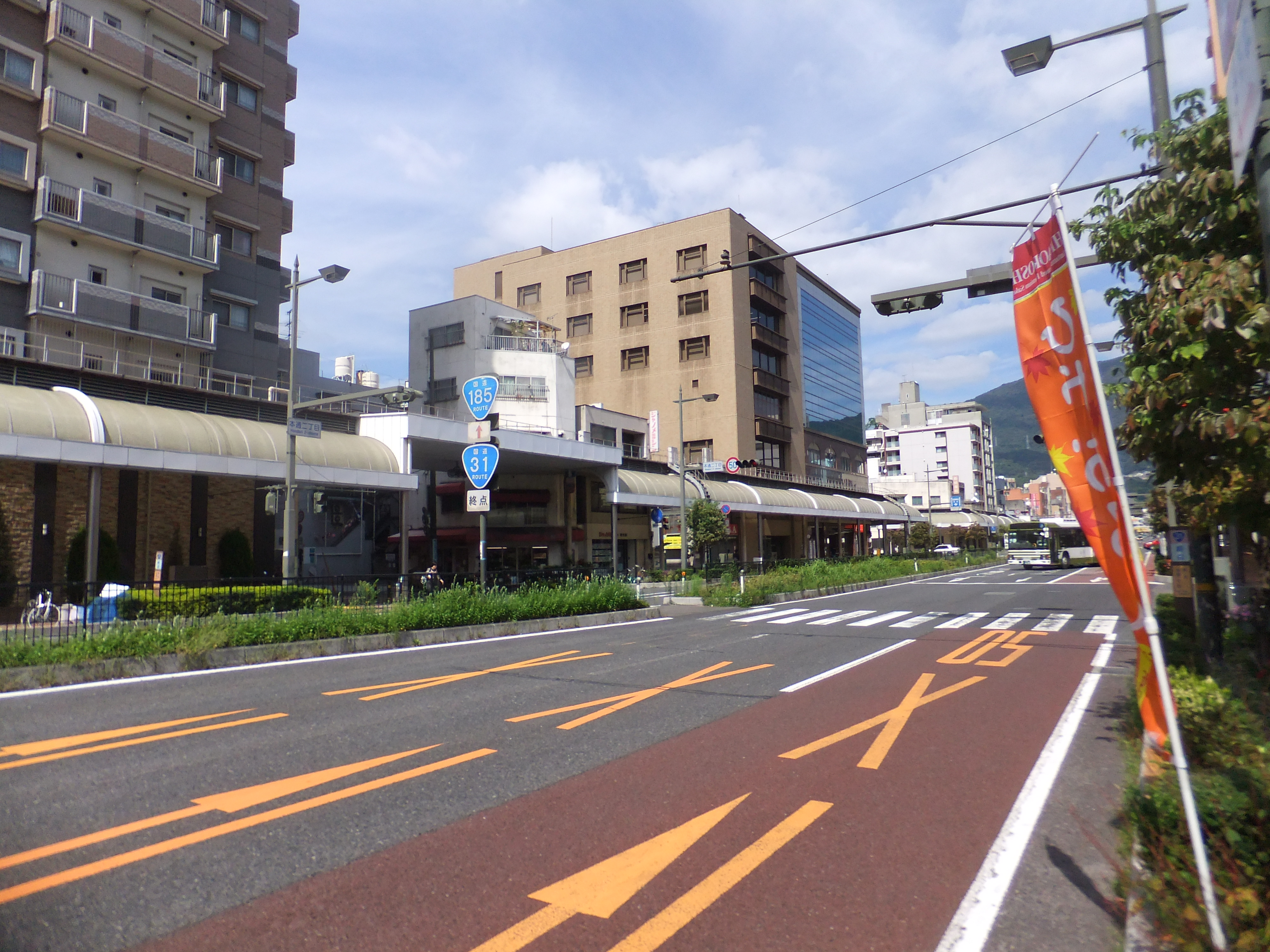
히로시마현 구레시 혼도리 2초메 교차로 (기점)

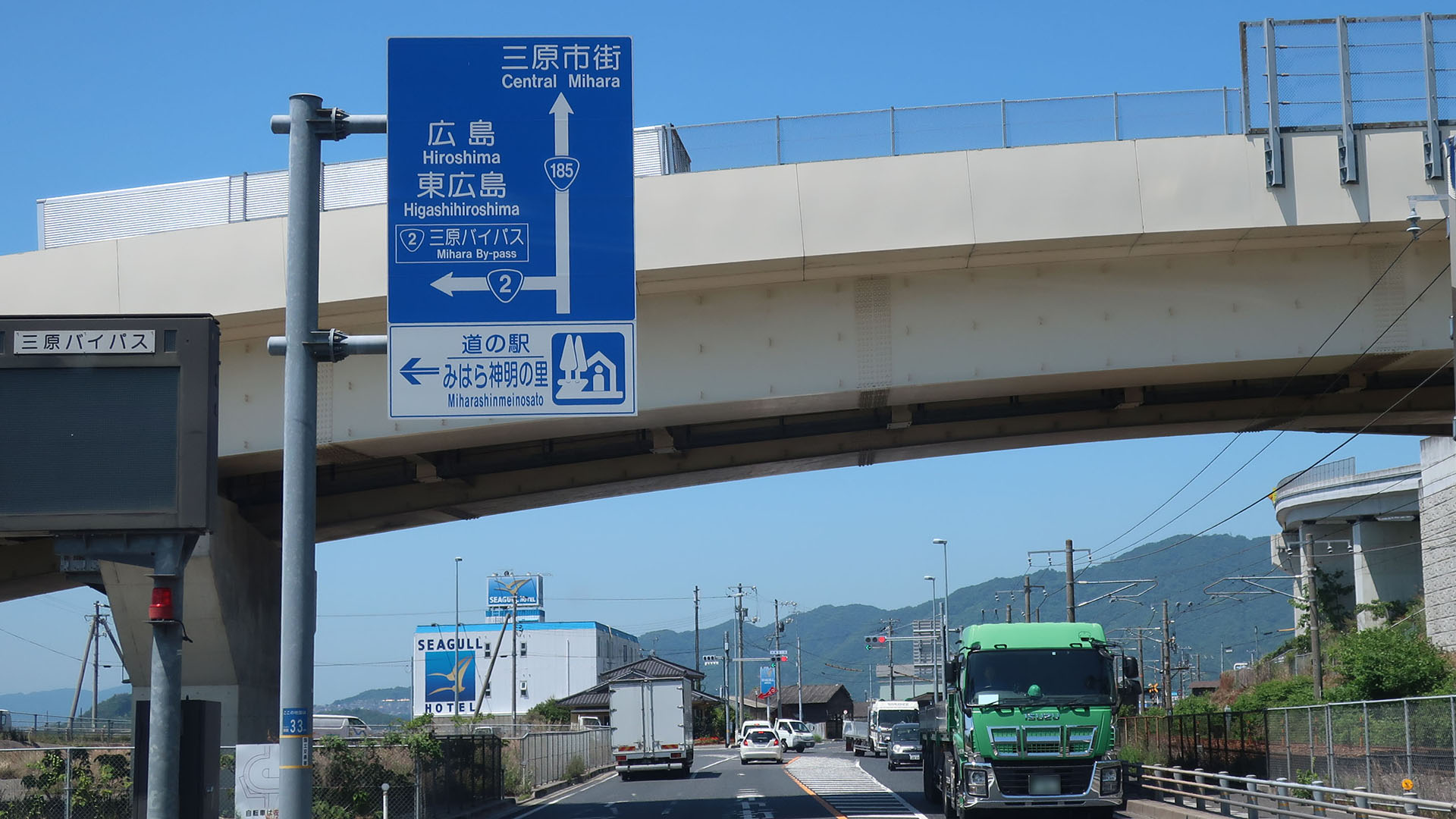
국도 제185호선의 종점
히로시마현 미하라시 이토사키 8초메 교차로

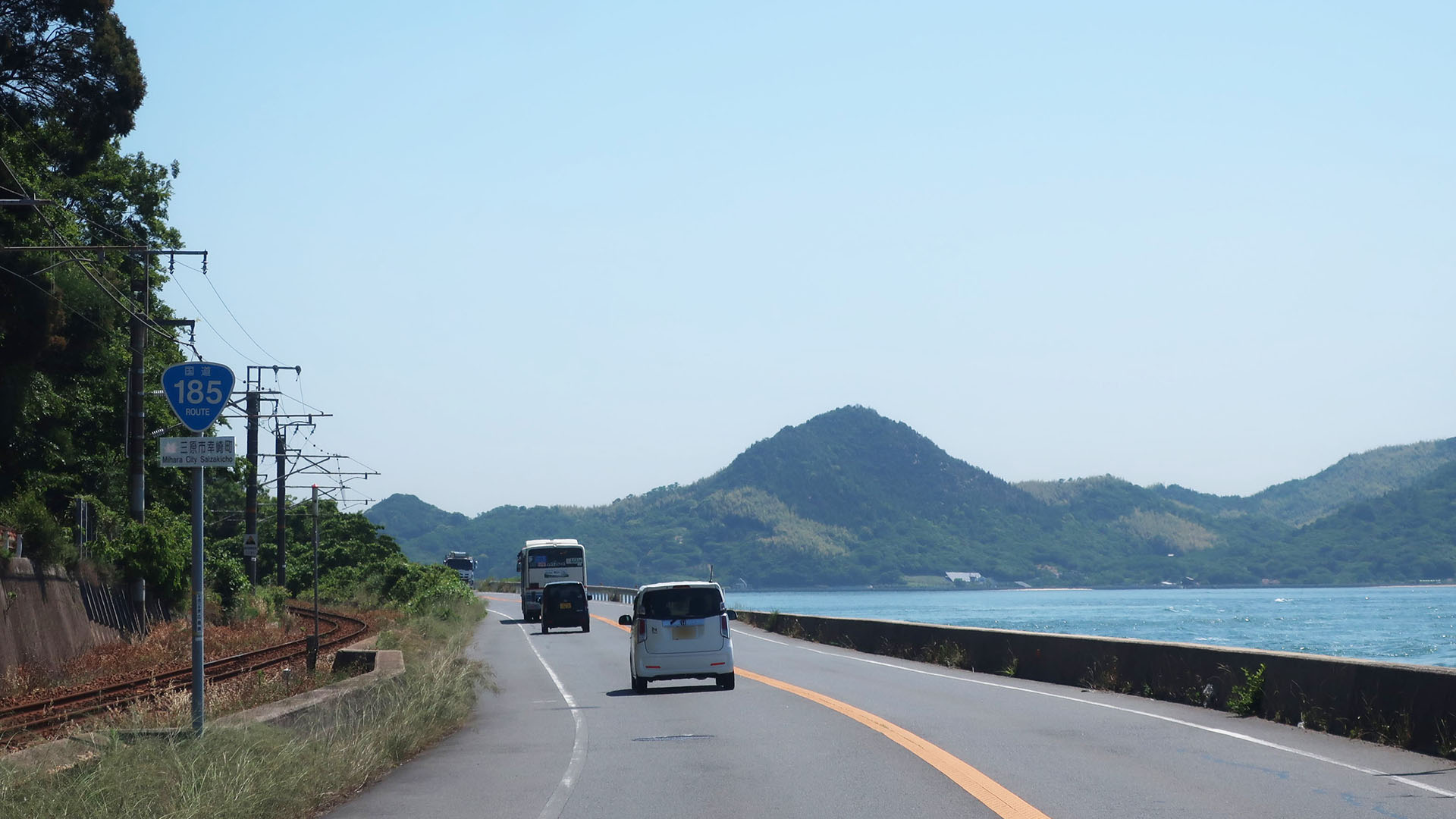
히로시마현 미하라시 사이하키초 (2020년 6월 촬영)

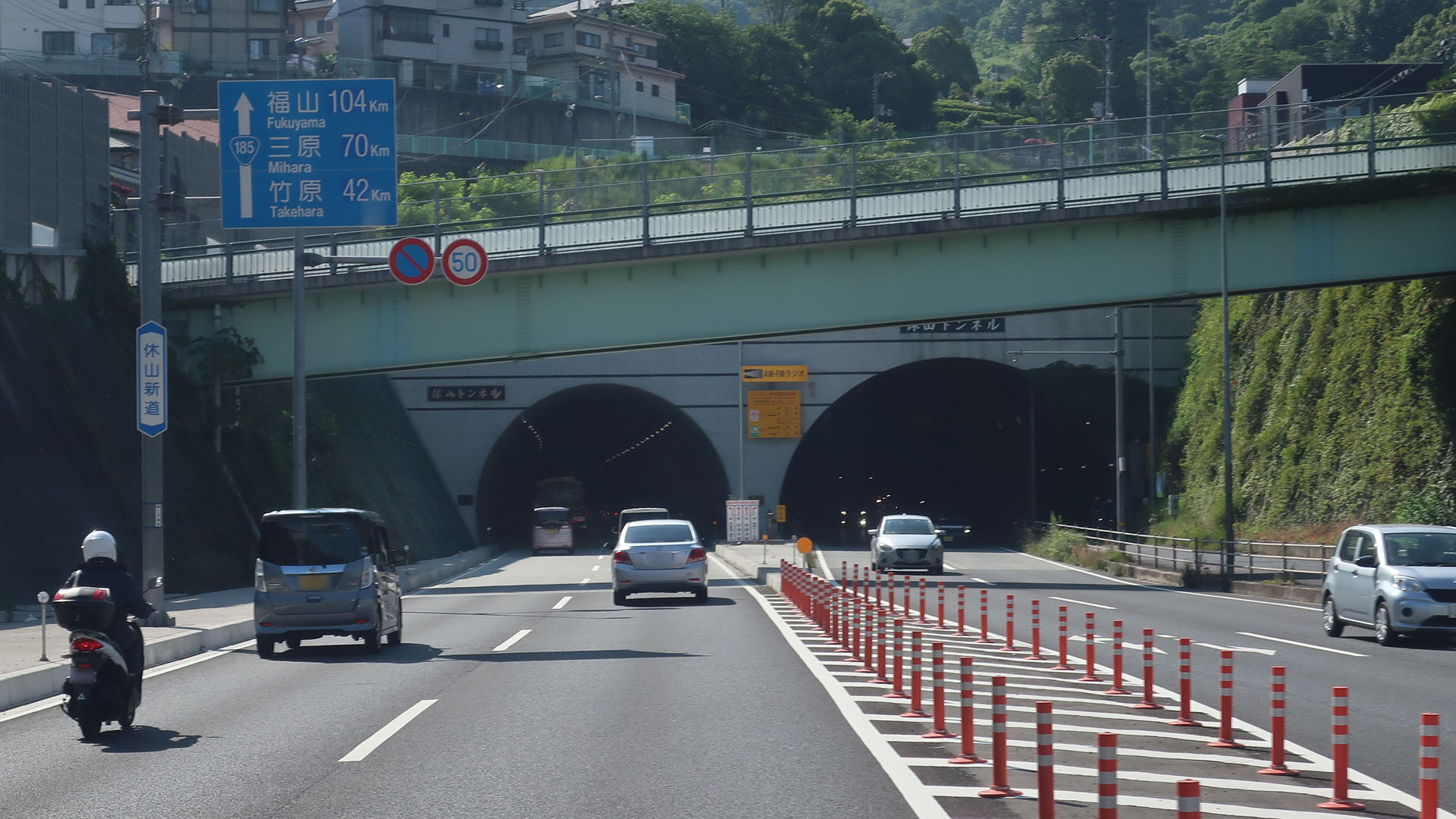
야스미야마 신도 (야스미야마 터널 부근)
히로시마현 구레시 나가사코초

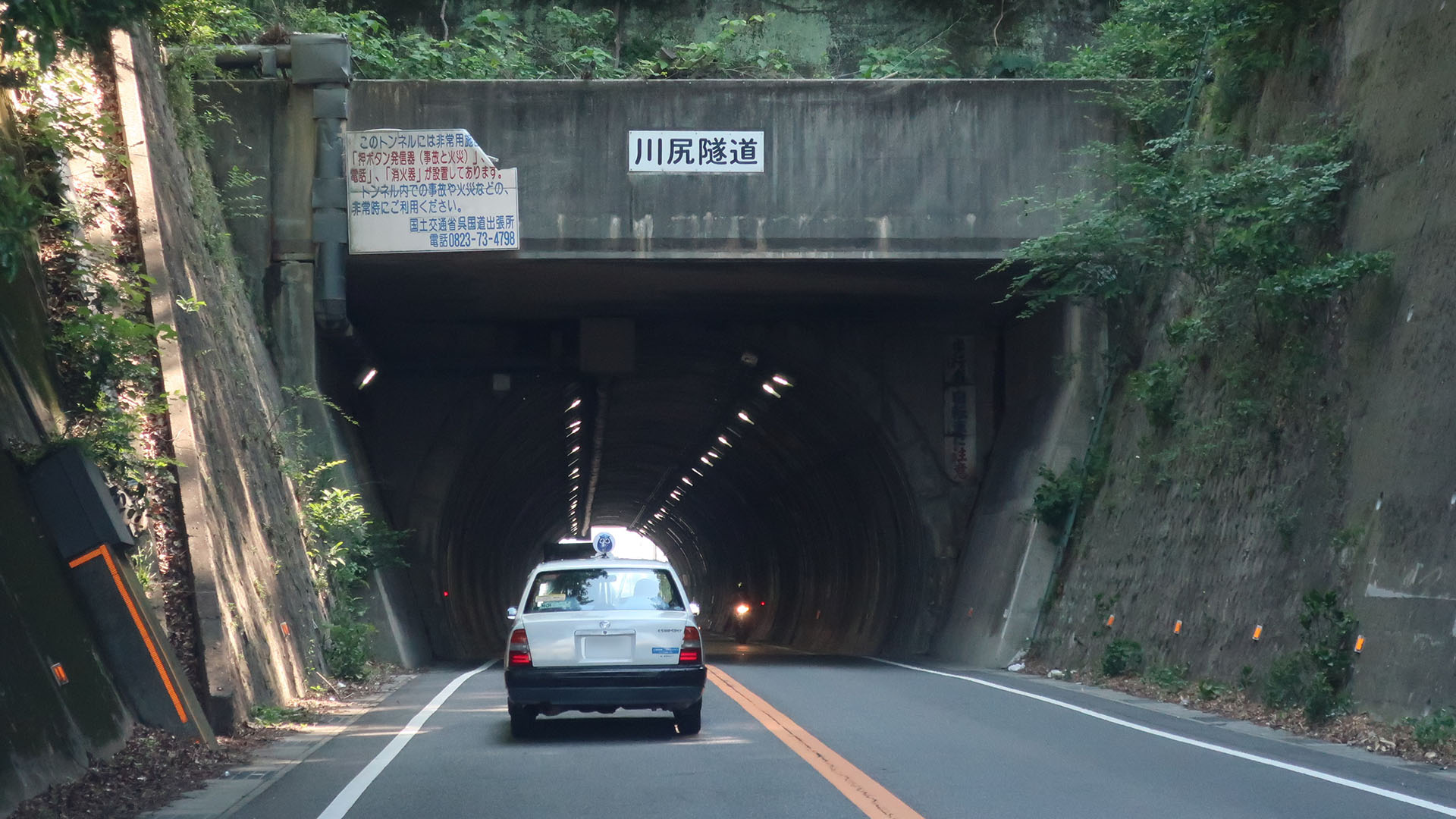
가와지리 대도
히로시마현 구레시 가와지리초 고니가타

국도 제185호선(일본어: 国道185号)은 히로시마현 구레시와 미하라시를 이르는 일본의 일반 국도로, 총 연장은 76.7 km, 현도 75.2 km의 거리를 이룬다.

## 개요
기점인 구레시에서 세토 내해의 연안을 따라 종점인 미하라시에 이르는 노선으로, 섬들을 바라볼 수 있도록 하는 쾌주로이다. 또한 구레시를 종점으로 하는 국도 제31호선과 함께, 현도 히로시마시와 미하라시를 이어주고 있으며, 2번 국도의 남쪽을 통행하여 해당 구실을 일부 보완한다. 그리고 노선 중 상당수가 서일본 여객철도 구레선과 병주하고 있다.

### 노선 정보
일반 국도의 노선을 지정하고 있는 정령에 의거한 기종점 및 경유지는 다음과 같다.
- 기점 : 구레시 (혼도리 2초메 교차로 = 국도 제31호선과의 종점, 국도 제487호선(일본어판)과의 기점)
- 종점 : 미하라시 (이토사키 8초메 교차로 = 국도 제2호선과의 교점)
- 중요한 경과지 : 히로시마현 도요타군 아키쓰정[B], 다케하라시
- 총 연장 : 76.7 km[C]
- 중용 연장 : 0.0 km[D]
- 미공용 연장 : 없음
- 실제 연장 : 76.7 km
- 현도 : 75.2 km
- 구도 : 없음
- 신도 : 1.5 km
- 지정 구간 : 혼도리 2초메 1-15 ~  다케하라시 다다노우미 히가시마치 4초메 418-7 (기점 ~ 니마도 버스 정류장 부근)

## 역사
태평양 전쟁 이전부터 현재의 야스미야마 신도와 비슷한 터널을 굴착할 계획을 가졌다.

### 연표
- 1953년 (쇼와 28년) 5월 18일 : 2급 국도 185호 구레 미하라 선(구레시 ~ 미하라시)으로 지정 시행
- 1965년 (쇼와 40년) 4월 1일 : 1, 2급 등의 구분을 없애고 일반 국도 185호선으로 전환
- 1988년 (쇼와 63년) 7월 19일 : 야스우라초의 하루미오 대교를 포함하고 있는 바이패스가 완성됨

## 지리

### 통과하는 지자체
- 히로시마현
  - 구레시 - 히가시히로시마시 - 다케하라시 - 미하라시

### 통과하는 도로
국도 및 자동차 전용도로
- 국도 제2호선
- 국도 제31호선
- 국도 제375호선 (일본)(일본어판)
  - 히가시히로시마쿠레 자동차도(일본어판)
- 국도 제432호선 (일본)(일본어판)
- 국도 제487호선 (일본)(일본어판)

현도
- 히로시마현도 제174호선
- 히로시마현도 제66호선
- 히로시마현도 제279호선
- 히로시마현도 제281호선
- 히로시마현도 제261호선
- 히로시마현도 제248호선
- 히로시마현도 제465호선
- 히로시마현도 제34호선
- 히로시마현도 제206호선
- 히로시마현도 제353호선
- 히로시마현도 제32호선
- 히로시마현도 제464호선
- 히로시마현도 제208호선
- 히로시마현도 제246호선
- 히로시마현도 제75호선
- 히로시마현도 제59호선
- 히로시마현도 제210호선
- 히로시마현도 제211호선
- 히로시마현도 제25호선
- 히로시마현도 제55호선
- 히로시마현도 제245호선

## 갤러리

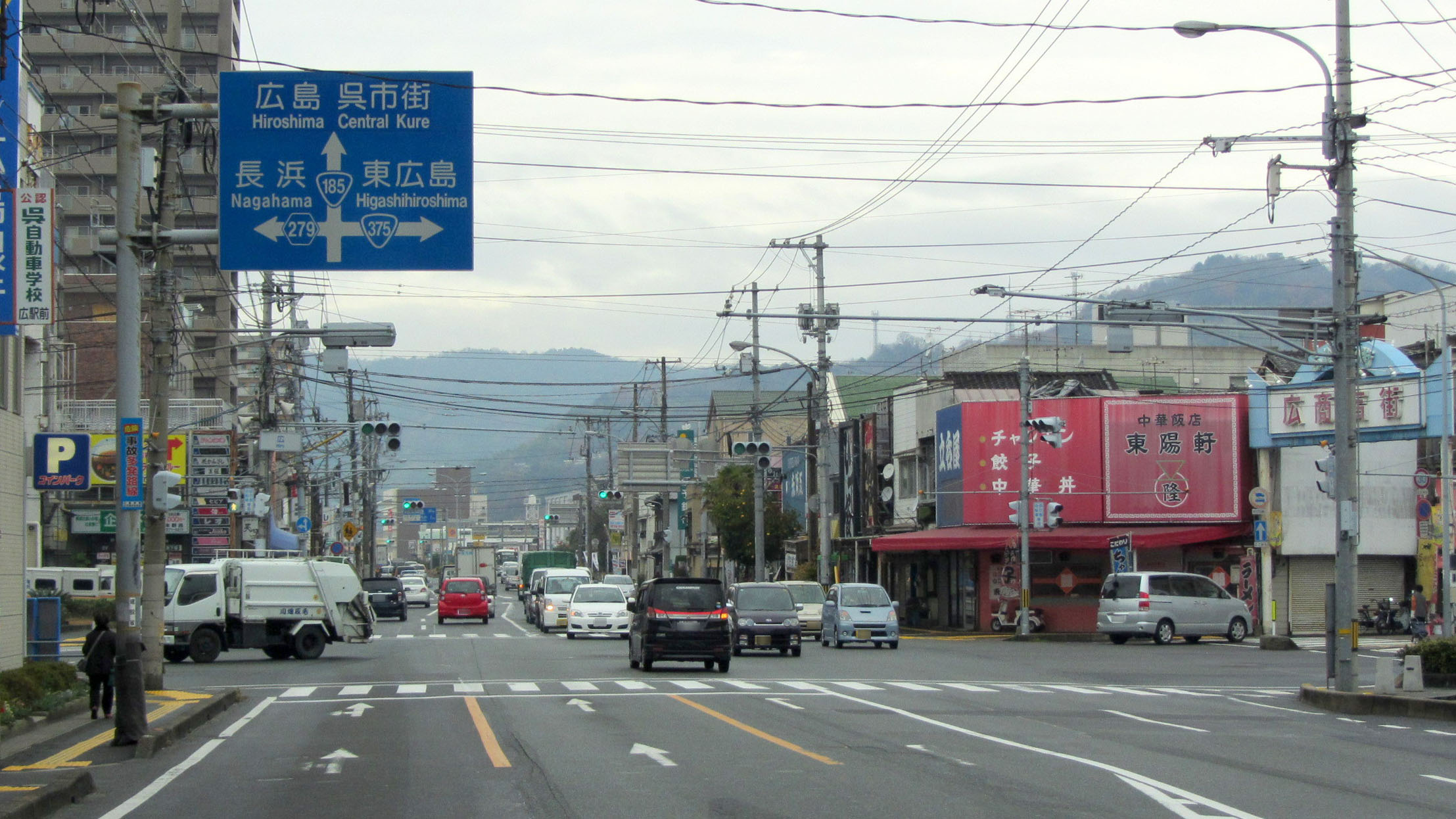
국도 제375호선(일본어판)과의 분기 히로시마현 구레시
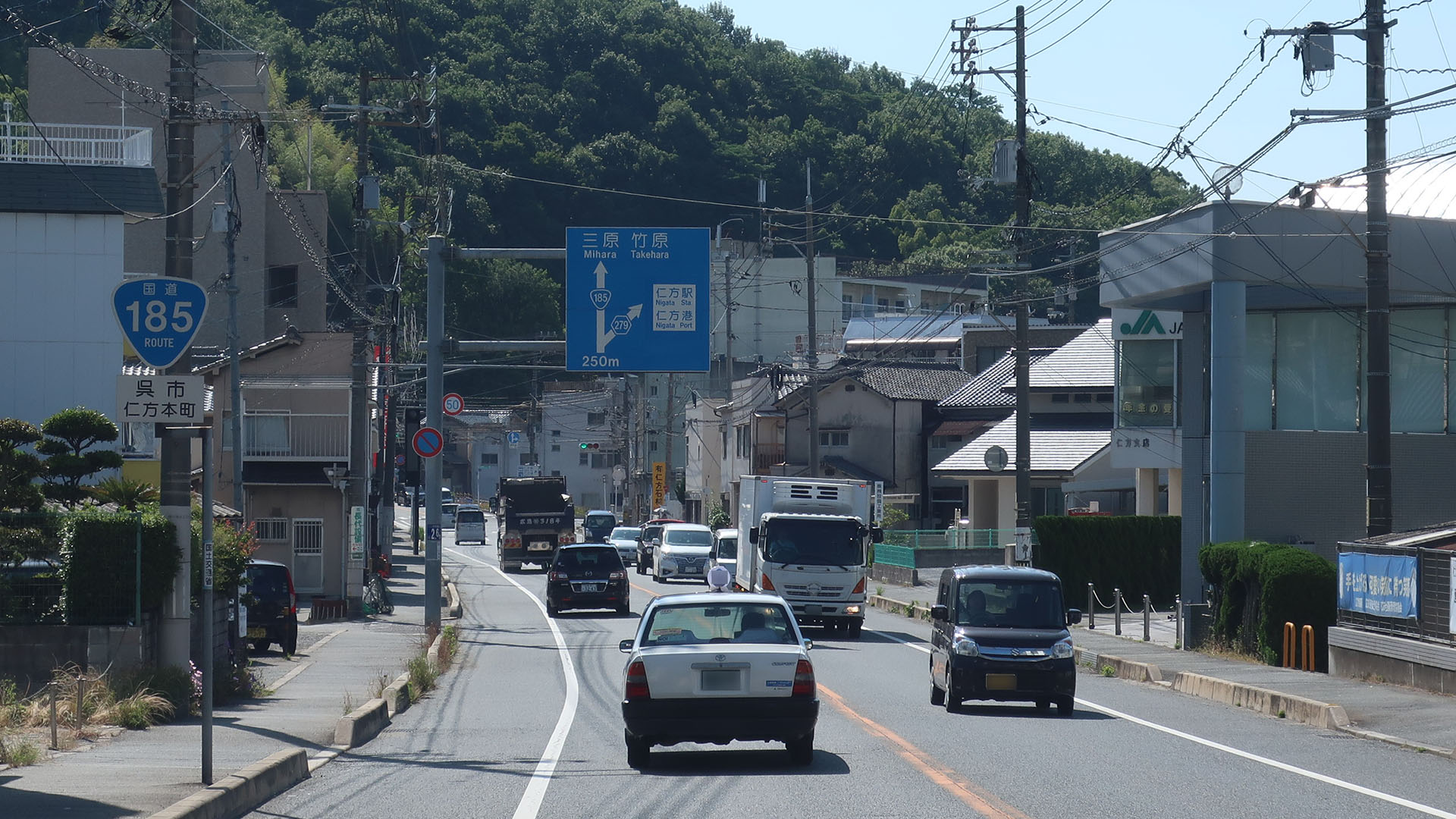
히로시마현 구레시 니가타혼마치
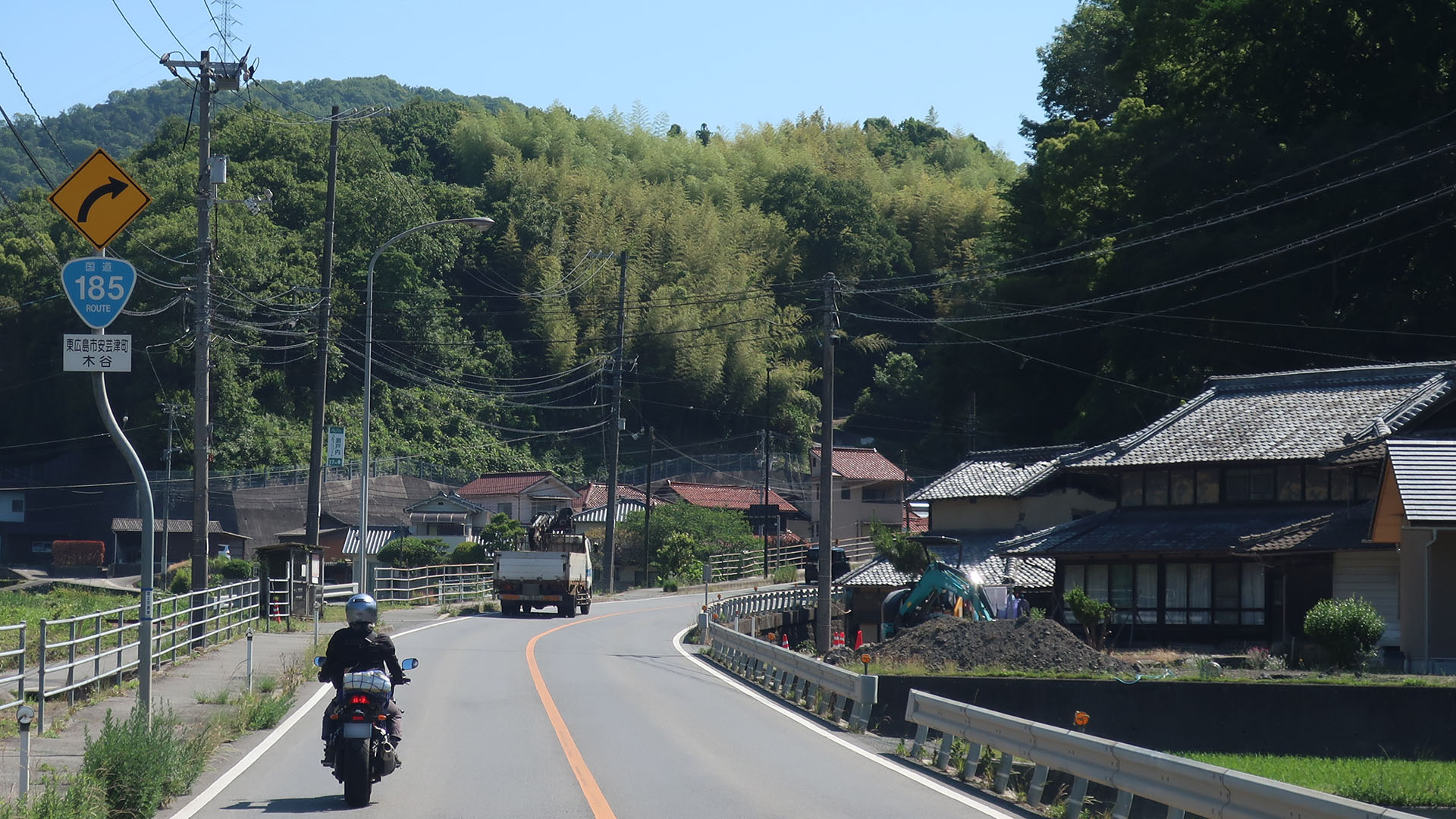
히로시마현 히가시히로시마시 아키쓰초
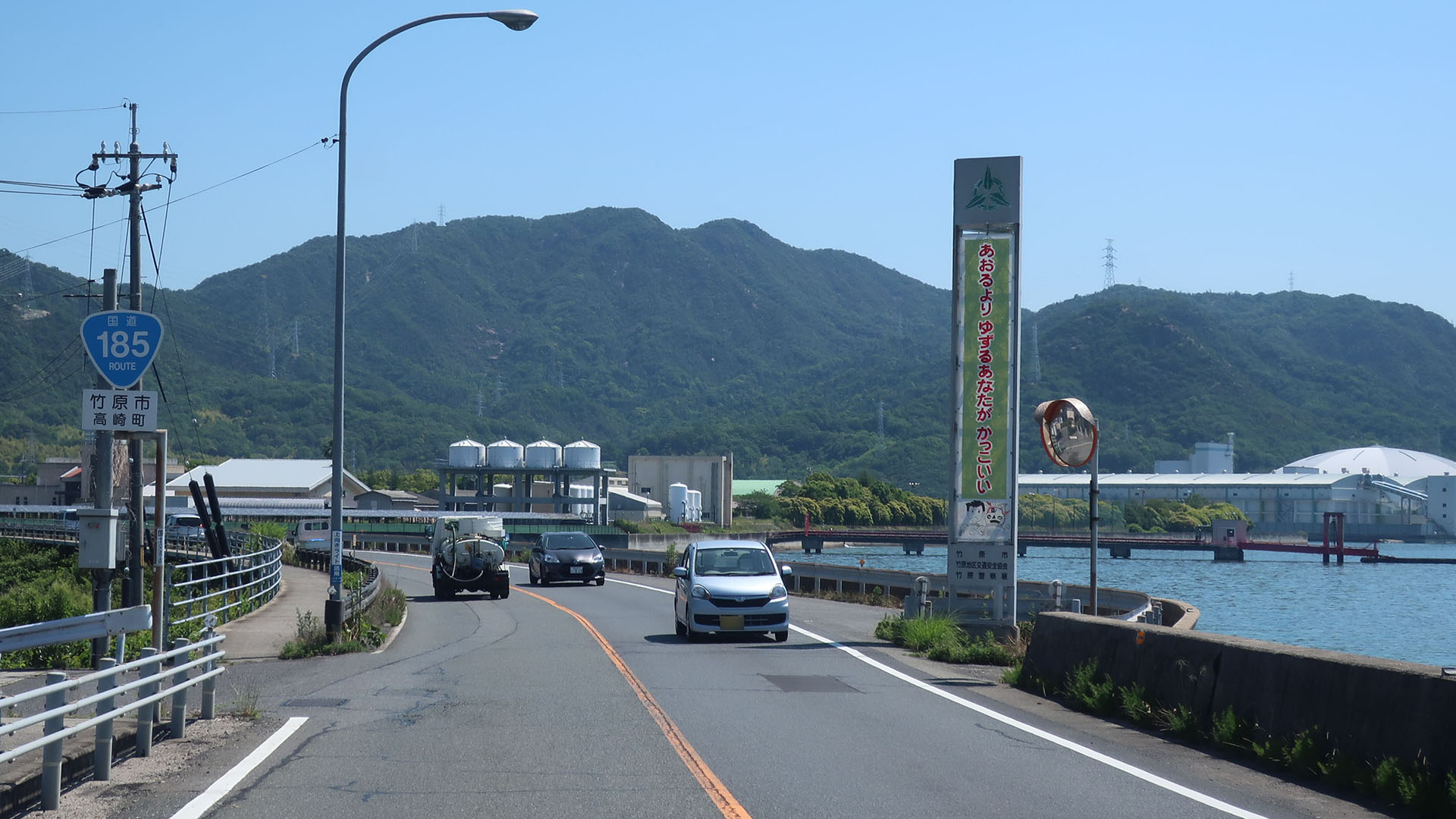
히로시마현 다케하라시 다카사키초
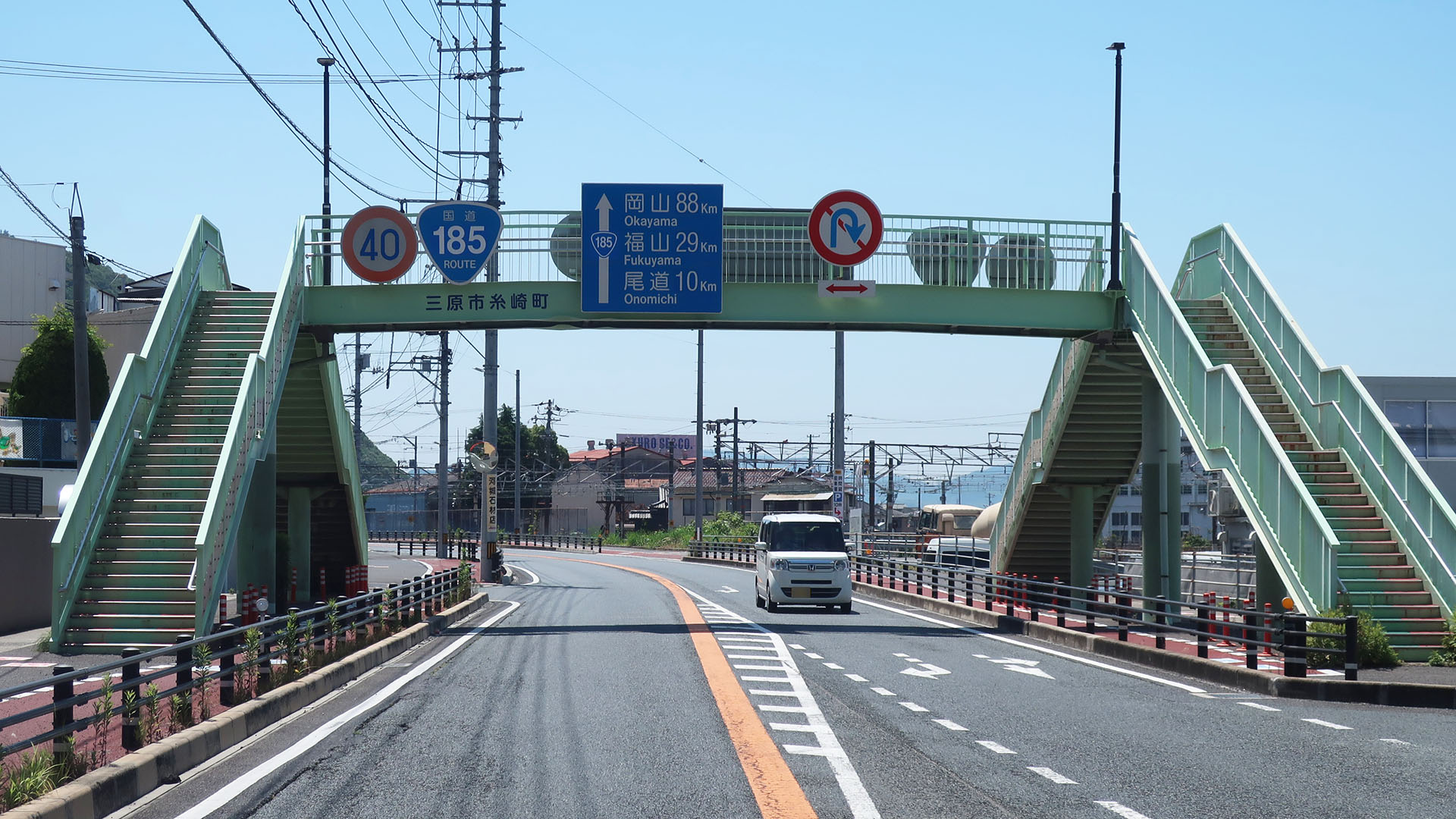
히로시마현 미하라시 이토사키 5초메